# Natsumi Abe
Natsumi Abe (japonès: 安倍なつみ)  (Muroran, 10 d'agost de 1981) és una cantant i actriu japonesa, antiga membre de Morning Musume i actualment membre de Dream Morning Musume.

## Biografia

### Carrera
Va néixer a Muroran, Hokkaidō, Japó.
El 13 d'agost de 2003, va llançar el seu primer senzill, "22 Sai no Watashi", que significa "Jo, 22 anys" pocs dies després del seu 22è aniversari. El seu primer àlbum de llarga durada, Hitoribotchi, va ser llançat el 4 de febrer de 2004, que contenia moltes versions en solitari de cançons de Morning Musume. L'agost de 2005 es va llançar el seu cinquè senzill, "Koi no Hana", que significa "Flor d'amor", i també es va convertir en membre de Hello! Unitat especial Def. Diva juntament amb Maki Goto, Rika Ishikawa i Aya Matsuura a l'octubre. El senzill "Takaramono" també va ser llançat al novembre acreditada com a "Sen", que és el personatge principal del drama "Takaramono", interpretat per Abe. A la primavera de 2006, Abe va llançar un nou senzill, "Sweet Holic", juntament amb un nou àlbum, "2nd ~Shimiwataru Omoi~". El juny de 2006, Abe va llançar "The Stress", una versió de la cançó de 1989 de l'ídol del pop Chisato Moritaka. L'octubre del mateix any es va estrenar "Amasugita Kajitsu", arribant al cinquè lloc a la llista Oricon, el lloc més alt que va aconseguir des de "Koi no Telephone Goal" el 2004.
El 5 d'octubre de 2008, Abe va dur a terme una actuació per a commemorar el 30è aniversari de l'edifici Sunshine City en Ikebukuro. Se li van unir altres artistes que eren populars en els anys vuitanta, com Hiroko Moriguchi i Ayumi Nakamura. Va ser anunciat el 19 d'octubre de 2008, en el lloc web del projecte Hello!, que Abe es graduaria en el projecte Hello! juntament amb la resta d'Elder Club el 31 de març de 2009.
El 15 de setembre de 2010, Abe va llançar el seu 12è senzill, "Ameagari no Niji no Yō ni" (雨上がりの虹のように, "Like a Rainbow After the Rain"). El 2010, es va anunciar que Natsumi Abe anava a formar un nou grup anomenat "Dream Morning Musume" amb diversos altres antics membres de Morning Musume.
L'estiu de 2011, Natsumi Abe va ser elegida per al drama d'acció en directe Arakawa Under the Bridge com a P-ko.

### Accident de tràfic
El 7 d'octubre de 2007, el cotxe d'Abe va xocar amb un motorista a Shibuya, Tòquio. El motorista va patir ferides lleus, però Abe va resultar il·lesa. Havia obtingut el carnet de conduir el juliol d'aquell any.

## Discografia

### Singles
| Títol                                                                               | Data de sortida        | Posició en el chart | Còpies venudes | Informació varis                                                                                  |
| ----------------------------------------------------------------------------------- | ---------------------- | ------------------- | -------------- | ------------------------------------------------------------------------------------------------- |
| "Haha to Musume no Duet Song" (母と娘のデュエットソング)                            | 30 d'abril de 2003     | 18                  | 15.689         | Un dueto amb Okeisan (おけいさん) (en el lloc de treball)                                         |
| "22 Sai no Watashi" (22歳の私)                                                      | 12 d'agost de 2003     | 2                   | 81.460         | Utilitzat com el tema de la cançó per a 17 Sai ~ Tabidachi no Futari~ (17∞.                       |
| "Pi~hyara Kōta" (ピ～ヒャラ小唄)                                                    | 19 de novembre de 2003 | 22                  | 16.410         | A Abe se li atribueix el nom de "Pu♫ chan" (Mirakururun Grand Purin de Mirakururun! (En anglès)). |
| "Datte Ikitekanakucha" (だって 生きてかなくちゃ)                                    | 1 de juny de 2004      | 7                   | 55.113         |                                                                                                   |
| "Koi no Telephone Goal" (恋のテレフォン Goal)                                       | 10 d'agost de 2004     | 5                   | 47.351         |                                                                                                   |
| "Yume Naraba" (夢ならば)                                                            | 19 d'abril de 2005     | 5                   | 36.248         |                                                                                                   |
| "Koi no Hana" (恋の花)                                                              | 30 d'agost de 2005     | 9                   | 30.450         |                                                                                                   |
| "Takaramono" (たからもの, "Treasure")                                               | 30 de novembre de 2005 | 23                  | 11.851         | Abe és acreditada com ""Sen" (千)" en aquesta versió.                                             |
| "Sweet Holic" (スイートホリック)                                                    | 12 d'abril de 2006     | 8                   | 17.087         |                                                                                                   |
| "The Stress" (ザ・ストレス)                                                         | 28 de juny de 2006     | 14                  | 14.015         | Portada de Chisato Moritaka.                                                                      |
| "Amasugita Kajitsu" (甘すぎた果実)                                                  | 4 d'octubre de 2006    | 5                   | 22.204         |                                                                                                   |
| "Too Far Away ~Onna no Kokoro~" (Too far away ～おんなの心～)                       | 9 de maig de 2007      | 15                  | 11.817         |                                                                                                   |
| "Iki o Kasanemashō" (息を重ねましょう)                                              | 24 d'octubre de 2007   | 13                  | 11.531         |                                                                                                   |
| "16sai no Koi Nante" (16歳の恋なんて)                                               | 16 de gener de 2008    | 9                   | 14.538         | Un dueto amb Yajima Maimi (矢島舞美) de °C-ute.                                                   |
| "Screen" (スクリーン)                                                               | 3 de desembre de 2008  | 29                  | 6.474          |                                                                                                   |
| "Ameagari no Niji no Yō ni" (雨上がりの虹のように, "Like a Rainbow After the Rain") | 15 de setembre de 2010 | 22                  | 3.741          |                                                                                                   |

### Àlbums
| Títol                                             | Data de sortida     | Posició al chart | Còpies venudes | Tipus          |
| ------------------------------------------------- | ------------------- | ---------------- | -------------- | -------------- |
| Hitoribotchi (一人ぼっち)                         | 4 de febrer de 2004 | 2                | 79.483         | Àlbum d'estudi |
| 2nd ~Shimiwataru Omoi~ (２ｎｄ～染みわたる想い～) | 29 de març de 2006  | 9                | 23.972         | Àlbum d'estudi |
| 25 ~ Vingt-Cinq~                                  | 14 de març de 2007  | 21               | 12.825         | Mini àlbum     |
| Somnis                                            | 17 de juny de 2015  | 85               |                | Àlbum d'estudi |

### Pel·lícules
- Morning Cop
- Pinch Runner
- Tokkaekko
- Last Present
- Koinu Dan no Monogatari
- Prison Girl
- Tokyo Decibels

## Publicacions

### Llibres d'assaig
| Títol | Data de sortida    | ISBN               |
| --- | ------------------ | ------------------ |
| Àlbum – 1998–2003 | Abril de 2003      | ISBN 4-8470-1499-5 |
| Sensei no Dōyōki Ushitsu Isshoni Utaō! Kuizu Tsuki Dōyō Zenshū (せんせいのどうようきょうしついっしょにうたおう!―クイズつき童謡全集) | Juliol de 2003     | ISBN 4-06-104696-9 |
| 22 Sai no Nacchi (22歳のなっち) | Setembre de 2003   | ISBN 4-88469-335-3 |
| Creure | Octubre de 2003    | ISBN 4-89809-137-7 |
| Abe Natsumi Photo & Essay Yōkō (Hikari) (安倍なつみフォト&エッセイ 陽光（ひかり）)                                                  | 21 de maig de 2004 | ISBN 4-8124-1664-7 |